# Haplogrupo B (ADN-Y)
En genética humana, el haplogrupo B (M60, M8720) es un haplogrupo del ADN del cromosoma Y humano derivado del haplogrupo BT. Se le encuentra bien difundido en toda el África subsahariana y es característico de todos los pueblos pigmeos y del pueblo hadza.
Tiene gran antigüedad, aproximadamente de 60.000 a 70.000 años, de origen africano y se le encuentra en pueblos pigmeos como los mbuti y los biaka de África central; y también en los hadza de Tanzania con un 52 a 60%. Son sus principales clados:

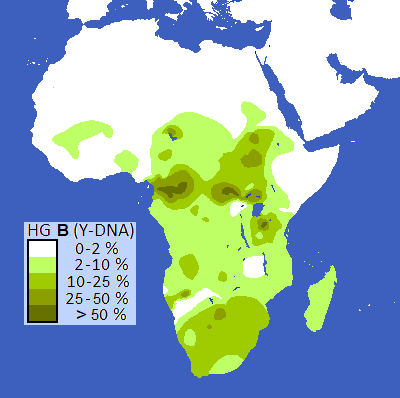
Zona aproximada de dispersión el África del haplogrupo B-M60 del ADN-Y.

|           | B1 (M236)                                                 |
|           |                                                           |
| B2 (M182) | \| \| B2a (M150) \| \| \| \| \| \| B2b (M112) \| \| \| \| |
|           | \| \| B2a (M150) \| \| \| \| \| \| B2b (M112) \| \| \| \| |
|           | B3 (L388)                                                 |
|           |                                                           |
|           | B2a (M150)                                                |
|           |                                                           |
|           | B2b (M112)                                                |
|           |                                                           |

|  | B2a (M150) |
|  |            |
|  | B2b (M112) |
|  |            |

|           | B1 (M236)                                                 |
|           |                                                           |
| B2 (M182) | \| \| B2a (M150) \| \| \| \| \| \| B2b (M112) \| \| \| \| |
|           | \| \| B2a (M150) \| \| \| \| \| \| B2b (M112) \| \| \| \| |
|           | B3 (L388)                                                 |
|           |                                                           |
|           | B2a (M150)                                                |
|           |                                                           |
|           | B2b (M112)                                                |
|           |                                                           |

|  | B2a (M150) |
|  |            |
|  | B2b (M112) |
|  |            |

## Distribución y subclados
El haplogrupo B está caracterizado por los marcadores M60, M181/Page32, M8720/V2144, V244 y otros y sus subclados son los siguientes:

### B-V2342
Clado con unos 85 mil años de antigüedad y encontrado en Nigeria, Burkina Faso y Chad.

### B1
B1 (M236, M288) 
- B1* En Camerún.[6]
- B1a (M146) Poco en Burkina Faso[6] y Malí.

### B2
El haplogrupo B2 (M182, M247/P85, P90) tiene unos 83 mil años de antigüedad.
- B2a (M150) Se encuentra en bajas frecuencias por toda África negra. Se ha encontrado en bantúes del África Austral, pigmeos, en Sudán, Etiopía, Malí, Camerún, en África Oriental y baja frecuencia en África Occidental. Muy común en África Central, especialmente extendido en Gabón.[7] Extendido en Arabia.[3]
  - B-M6057: Encontrado en Kinshasa (Congo) y en Arabia Saudita.[3]
  - B2a1a (V75)
    - B2a1a1 (M218)
      - B-M109 (M152) Conforma el haplogrupo B2a más frecuente. La presencia más importante está en África Central (Camerún, Centroáfrica), presentando por ejemplo 31% de los uldeme del norte de Camerún;[8] también en África Oriental (Kenia, Tanzania,[8] Etiopía), África austral (Sudáfrica, Zimbabue)[8] y Sur de Asia (Irán, Pakistán, India).[9]
      - B-G1 Raro, en nilóticos de Uganda.[10]

    - B2a1a2 (M108.1) Encontrado en Etiopía[9]
      - B-M43 (P111) Encontrado en Malí.[9]

- B2b (M112) Predomina en los hadza de Tanzania y en menor frecuencia en los pueblos khoisan de Sudáfrica, tutsi y sandawe.[2] Común en los pigmeos del África Central[6] especialmente en los biaka de Centroáfrica, los mbuti del Congo y alta frecuencia (67%) en los pigmeos baka de Centroáfrica.[8]
  - B2b1 (M192, 50f2(P)) Posee unos 50 mil años de antigüedad.[3]
    - B2b1a (M8495, P7_1) Común en los pueblos pigmeos y joisán.[8]
      - B2b1a1 (M8349, M8357 antes MSY2.1) Se encontró 20% entre los biaka.[6] Está en Mali, Centroáfrica, Camerún, en los pigmeos (baka y mbuti), en Catar y Arabia Saudita.[4]
        - B-Y32422: Con unos 35 mil años de antigüedad y exclusivo de la península arábiga (Arabia, Catar y Kuwait).[3]
        - B-PAGES00005: Típico de África Central.
          - M115, M169: Encontrado en los mbuti en el Congo.[6]
          - M30, M129: Se encontró un 22% (2/9) en una pequeña muestra de hablantes de lenguas sudánicas centrales y saharianas del norte de Camerún y en biakas de Centroáfrica.
            - M108.2: En los lisongo de Centroáfrica.[6]

          - M211: Típico de Centroáfrica.[3]
          - Y33545: En la península arábiga.[3]

      - B2b1a2 (M7179, M7650 antes P8?) En los pueblos hadza/sandawe (África Oriental),[4] en Namibia y Kuwait.[3]

    - B2b1b (M6557, V3853) En el Congo, Namibia, Sudáfrica (!Kung), Tanzania (hadzas).[4]
      - B2b1b1a (P6) En los pueblos joisán de Namibia como los tsumkwe san con 24% y los !Kung/Sekele.[8]

  - B2b2 (P112) En los luyia de Kenia.[4]
  - B2b3 (CTS121)
  - B2b4 (PH100) En los !Kung de Sudáfrica.[4]

### B3
B3: (L1388) ha sido recientemente encontrado en algunos mandingas del oeste de Gambia y en los mendé de Sierra Leona.